# Hygrotus acaroides
Hygrotus acaroides är en skalbaggsart som först beskrevs av Leconte 1855.  Hygrotus acaroides ingår i släktet Hygrotus och familjen dykare. Inga underarter finns listade i Catalogue of Life.